# 남티베트

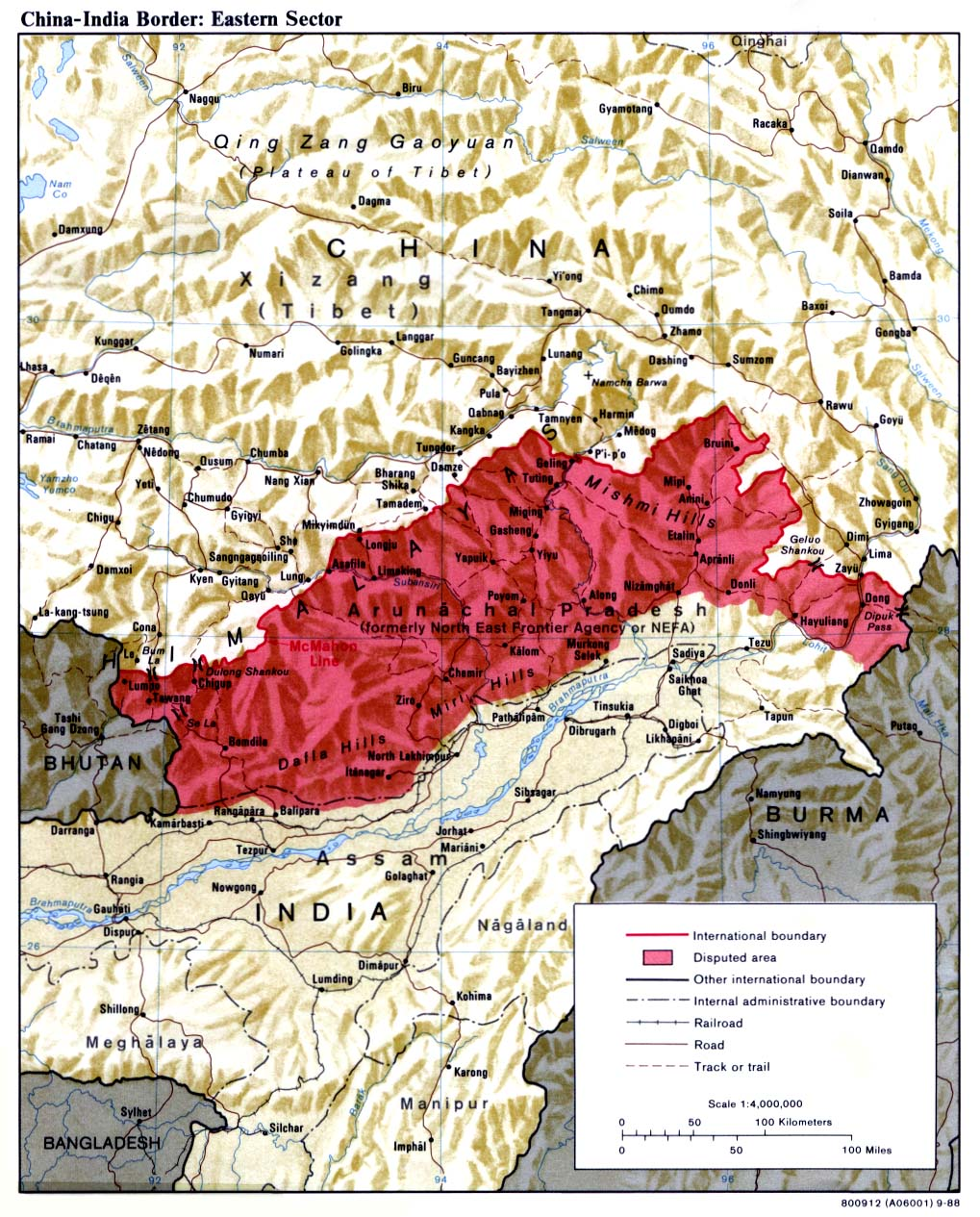
붉은색 지역이 남티베트이다.

붉은색은 맥마흔 라인 북쪽의 중국 티베트 대부분 지역이고, 아래 대각선 부분은 중국이 영유권을 주장하는 남티베트이다.

남티베트(중국어: 藏南, 병음: Zàngnán 짱난[*], 영어: South Tibet)는 히말라야 산맥의 남쪽에 위치한 지역이다. 중국과 인도의 영토 분쟁 지역으로, 현재 인도가 실효지배하고 있다. 주민은 티베트계의 먼바족과 타니족으로, 중화인민공화국에서는 타니족을 뤄바족으로 분류한다.

## 지리
남티베트는 라야 산맥 동쪽의 남쪽 경사면에 위치하며 지형이 복잡하고 해발 80m에서 5000m 이상이며 아열대 및 열대 몬순 기후로 인도양 남서 몬순의 영향을 받아 강우량이 많고 일년 내내 따뜻하고 습하며 수열 조건이 우수하다. 이 지역 머틀현 남쪽 국경에 위치한 바시카 마을은 연평균 4500mm의 강수량을 기록, 중국 관영 교과서에서 오랫동안 '중국의 비'로 불렸다. 이 지역은 수력자원이 매우 풍부하며 주요 하천으로는 얄룽창포강, 카르멘강, 수반실리강, 디방강, 로히트강 등이 있으며 수력자원이 비교적 풍부하다. 세계 1위의 협곡인 야루짱부 그랜드캐니언은 바로 이 지역에 위치해 있다. 남티베트의 삼림 피복률은 90% 이상에 달한다.
남티베트는 여름에 인도양에서 불어오는 남서 몬순 바람이 많은 수분과 열량을 가져와 따뜻하고 비가 많이 오고 습기와 열기가 많아 연평균 강우량이 많아 세계에서 강우량이 가장 많은 지역 중 하나이다. 열대작물을 재배할 수 있으며 토양이 비옥하여 중국에서는 티베트의 '강남(江南)'으로 알려져 있다.

## 역사

### 청나라 시대
티베트의 실질적인 통치자 6세 달라이 라마 창앙가조는 남티베트의 중심 도시인 타왕에서 태어났다. 청나라 말기에 자오 얼펑 등은 티베트 변지에서 토지 개량 및 귀류를 추진하고 차우에 차우현을 설립했으며 티베트-인도의 전통적인 경계인 중국 측 예팍강에 경계 표지를 세웠다.

### 중화민국 시대
1912년 중국의 쓰촨성 뎬베이에 특사가 압필취궁에 도착한 후 원계패 옆에 신계패를 세웠다. 1913~1914년 영국이 기획하고 인도 심라에서 열린 중·영·장 3자 대표들이 참석한 심라 회의에서 영국 인도 식민정부 외무대신 헨리 맥마흔과 티베트 정부(즉, 카샤)의 대표 샤자 반각도지는 비밀리에 영장이 그은 '인장분계선'을 환문지도에 넣어 심라조약을 체결하고 맥마흔 라인을 정했다. 이 라인은 역사적으로 오랫동안 티베트의 관할하에 있던 9만여 평방 킬로미터의 영토를 영국령 인도에 귀속시켰고, 이 라인으로 그어진 영국령 인도의 북동쪽 경계는 히말라야 남쪽 기슭의 산악평야 교차점(즉, 중국측이 부르는 전통관습선)에서 북쪽으로 히말라야 능선(심지어 북쪽)까지 뻗어 티베트 지역을 100km 이상 북쪽으로 압축했다. 회의에 참석한 중국 정부 대표들은 중앙정부의 반대로 조약에 정식 서명을 거부하고 조약 승인을 거부해 회담이 결렬됐다. 티베트 측은 영국 측이 조약상 티베트 허용 요구를 충족시키지 못했기 때문에 맥마흔 라인과 조약을 인정하지 않았다. 이후 중국 정부는 심라조약과 맥마흔 선을 인정하지 않겠다는 성명을 여러 차례 발표했다. 1948년 중국은 내전 중이었고, 갓 독립한 인도공화국은 원래 영국령 인도 영토를 계승할 권리가 있다고 판단해 군대를 이곳에 파견하기 시작했다. 중국은 심라조약이 법적 효력이 없다며 승인을 거부했다.

### 중화인민공화국 시대
1951년 2월 2일 인도군은 타왕 지역을 점령하고 티베트 카샤의 현지 정부 관리들을 무력으로 몰아냈다.1954년 인도 정부는 이 지역에 동북 국경특구를 설치하고 공식 지도를 수정하여 맥마흔 선을 원래 '수정되지 않은 국경'에서 '정계된 경계'로 처음 변경했다. 1960년까지 인도군은 밀선 이남을 완전히 통제했다.
1962년 10~11월 인도-중국 국경전쟁에서 중국군은 한때 다완·본디라·메추카·와롱 등 중요 도시를 포함한 티베트 남쪽 대부분을 점령하고 전통관습선 근처까지 밀고 들어왔다. 중국군은 인도가 중국 측의 주권을 인정하고 중국 측과 국경 협상을 벌이기를 원했고, 무력으로 빼앗긴 땅을 되찾는 것을 원치 않아 자진해서 맥마흔 선 안으로 철수했다.1964년 인도군은 이 지역을 다시 점령하고 '맥선' 부근에서 중국군과 대치했다.
1972년 인도는 동북 국경특구를 아루나찰 중앙 직할구로 변경했다. 1987년 2월 인도는 아루나찰프라데시주의 설립을 발표했다. 중국은 인도가 그은 '불법 밀선'과 아프간을 인정하지 않고 있으며 인도에 국경을 넘는 모든 군사력을 철수할 것을 요구하고 있다고 거듭 밝혔다.

### 현황
2000년대 들어 중국과 인도의 국경 정세가 완화되고 중국과 인도의 국경 문제 협상이 정상 궤도에 진입했으며 2007년 4월 현재 중국과 인도는 10차례의 국경 문제 특별대표 협상을 진행했다. 지금까지 남티베트의 문제는 여전히 해결되지 않았다.중국에서 인쇄된 중국 지도에는 인도가 실효 지배하고 있는 남티베트를 자신의 판도로 하고 있지만, 해외에서 인쇄된 지도는 대부분 맥마흔 선을 중국과 인도의 동쪽 국경으로 하고 있다.
2008년 6월 4일, 제14대 달라이 라마는 남티베트의 타왕을 인도의 영토라고 선언하고 1914년 인도 대표 및 티베트가 체결한 '심라 조약'의 맥마흔 라인의 유효성을 인정했다. 14대 달라이 라마의 행위는 중국에서 반역 행위로 간주되어 중국 정부의 보이콧을 받았다.
- 남티베트가 포함되어있는 1926년의 중국 지도
- 인도의 아루나찰프라데시주
- 인도에서의 아루나찰프라데시주의 위치

## 행정 구역
- 중화인민공화국 민정부가 공포한 남티베트 표준지명지도
- 산난시의 행정 구역(중국 주장)
- 린즈시의 행정 구역(중국 주장)

남티베트는 중국측 행정 구역상으로는 중국의 티베트 자치구의 산난시 산하 현급행정구인 춰나시, 룽쯔현과 린즈시의 현급행정구인 모퉈현, 차위현에 속하며, 인도측 행정 구역상으로는 인도의 아루나찰프라데시주에 속한다.

## 인구
남티베트의 인구는 100만 명이 넘는다. 현지 정부 통계에 따르면 현지에는 82종의 부족이 거주하고 있다. 주요 부족은 티베트 불교를 믿는 먼바족, 셰두벤젠족, 뤄바족, 콤바족, 범령론을 믿는 아디족, 아가족, 미지족 등이다. 상좌부 불교를 믿는 주요 부족은 칸디다이와 파키족, 리수족, 힌두교를 믿는 주요 부족은 노트족이다 .노르테족은 나가족의 한 부족이며, 남티베트의 나가족과 아체족은 개신교 침례교와 로마 가톨릭을 일부 믿는다.

## 비자
중국 정부는 남티베트 출신이 중국 본토에 갈 때 여권에 영구적인 흔적을 남기지 않고 중국을 떠날 때 폐기하는 특수 '제본 비자'를 발급한다. 이 특별한 비자는 여행자들이 인도 정부에 중국 여행 경험을 숨기는 데 도움이 된다.
2011년 아시아 가라테 선수권 대회, 2011년 세계 청소년 양궁 선수권 대회, 2021년 FISU 하계 세계 대학 경기 대회, 2023년 아시안 게임 모두 남티베트 출신의 온 선수들이 별도의 비자 발급이나 비자 거부 문제로 중국에 가지 못했다.

## 같이 보기
- 얄룽창포강
- 맥마흔 라인
- 인도-중국 국경 분쟁